# 南京西站 (地铁)
南京西站地铁站是南京地铁5号线的一座地下车站，位于中华人民共和国江苏省南京市鼓楼区滨江路与龙江路交叉口东侧地下，南京西站西侧。本站于2025年8月6日开通。

## 车站结构
本站为地下二层岛式站台。

### 楼层分布
| 地面     |                    | 出入口                                               |  |  |
| 地下一层 | 站厅               | 车站控制室、安检通道、检票口、自动售票机、金陵通服务 |  |  |
| 地下二层 |                    | █ 5号线 往方家营（终点站）                           |  |  |
|          | 岛式站台，左侧开门 |                                                      |  |  |
|          |                    | █ 5号线 往吉印大道（静海寺）                         |  |  |

## 接驳公交
| 下关大街北 | 下关大街北 | 下关大街北 | 下关大街北           | 下关大街北 |
| 编号       | 路线       | 路线       | 路线                 | 备注       |
| ---------- | ---------- | ---------- | -------------------- | ---------- |
| 53         | 农贸中心   | ⇆          | 迈皋桥广场           |            |
| 307        | 五马渡总站 | ⇆          | 清江南路（越洋国际） |            |

## 争议
2025年1月，有网友对该车站的站名“南京西站”发表了质疑，认为车站紧邻的南京西站已经不办理客运业务，使用该名称容易造成误导，并建议应该在站名后面加上“旧址”或者更名。但也有网友反对上述质疑，指出“神机营站没有神机营”、“停止办客的汉阳站附近的地铁站依旧叫汉阳火车站”等。后续南京市交通运输局相关负责人表示，该站的命名主要从保留老地名和做好历史文化传承的角度出发，且站名社会公示期间市民的认可度也较高。